# Böblingen (huyện)
Böblingen là một huyện (Landkreis trong tiếng Đức) ở trung bộ Baden-Württemberg, Đức. Đô thị này có diện tích km², dân số thời điểm 31 tháng 12 năm 2021 là 393.195 người. Các huyện giáp ranh (từ phía tây theo chiều kim đồng hồ) là: Calw, Enz, Ludwigsburg, Stuttgart, và các huyện Esslingen và Tübingen.

## Lịch sử
Huyện được lập năm 1938 từ đơn vị tiền thân là Oberamt Böblingen, một đơn vị hành chính từ thời tước công Württemberg. Vào năm 1973, phần lớn diện tích huyện Leonberg cũng như vài đô thị của huyện Calw đã được chuyển vào huyện này, một vài đô thị được đưa qua huyện Ludwigsburg.

## Địa lý
Một phần huyện tọa lạc ở vùng Rừng Đen. Huyện này còn có các cảnh quan khác như Oberes Gäu và Schönbuch. Đỉnh cao nhất có độ cao 626 m Kühlenberg ở đô thị Jettingen; Điểm thấp nhất có độ cao 315 m ở thung lũng Glems biên giới phía bắc.

## Huy hiệu
| Coat of arms | Gạc hươu ở đỉnh là biểu tượng của Württemberg. Phía hình màu đỏ phía dưới là biểu tượng của các bá tước Tübingen. |

## Xã và thị trấn
| Thị trấn | Xã |
| --- | --- |
| 1. Böblingen 2. Herrenberg 3. Holzgerlingen 4. Leonberg 5. Renningen 6. Rutesheim 7. Sindelfingen 8. Waldenbuch 9. Weil der Stadt | 1. Aidlingen 2. Altdorf 3. Bondorf 4. Deckenpfronn 5. Ehningen 6. Gärtringen 7. Gäufelden 8. Grafenau 9. Hildrizhausen 10. Jettingen 11. Magstadt 12. Mötzingen 13. Nufringen 14. Schönaich 15. Steinenbronn 16. Weil im Schönbuch 17. Weissach |